# Caio Duilio (C 554)
«Кайо Дуіліо» (італ. Caio Duilio (C 554))  — крейсер-вертольотоносець військово-морських сил Італії типу «Андреа Доріа».

## Історія створення
Крейсер-вертольотоносець «Кайо Дуіліо» був закладений 16 травня 1958 року на верфі в Кастелламмаре-ді-Стабія. Спущений на воду 22 грудня 1962 року, вступив у стрій 30 листопада 1964 року. Свою назву отримав на честь римського консула та флотоводця часів Першої Пунічної війни Гая Марка Дуілія.

## Історія використання
Після вступу у стрій «Кайо Дуіліо» увійшов до складу 2-го дивізіону Військово-морського флоту Італії (італ. IIª Divisione Navale) з місцем базування у Таранто.
у 1976-1978 роках корабель пройшов модернізацію, під час якої отримав нове радіоелектронне обладнання.
У 1979-1980-х роках «Кайо Дуіліо» перебазувався у Ла-Спецію і був переобладнаний на навчальний корабель Військово-морської академії в Ліворно, замінивши «Сан Джоржо». 
Замість ангара збудовано навчальні класи та каюти для курсантів, натомість менший ангар збудовано попереду польотної палуби. Після цього корабель міг нести всього 2 вертольоти. Також було демонтовано 76-мм гармати та системи управління їх вогнем.
Як навчальний корабель, «Кайо Дуіліо» здійснив ряд далеких плавань, серед яких похід у Лос-Анджелес під час Олімпійських ігор у 1984 році та плавання до Австралії у 1988 році на святкування 200-річчя її відкриття.
30 вересня 1992 року «Кайо Дуіліо» був знятий з озброєння та проданий на злам.